# Agnete Bjørneboe
Agnete Bjørneboe (født 31. oktober 1943 i Tanzania), er en dansk kunstner. Hun arbejder hovedsageligt inden for maleri, grafik, collage, mosaik og papirklip.
Bjørneboe blev født i Moshi, Tanzania. Da hun voksede op, boede hun i Tanzania, Kenya og Uganda. Hun er uddannet botaniker, zoolog og hun har sin kunstneriske uddannelse fra Århus Kunstakademi.
Hendes arbejde er ofte baseret på en verden af motiver fra hendes østafrikanske opdragelse suppleret med indtryk fra studieture i Indien, Nepal, Syrien og Egypten. I 1980'erne var hendes arbejde præget af geometriske mønstre, mens senere billeder er mere domineret af motiver fra plante- og dyreverdenen.